# Яковлевка (Нижегородская область)
Яковлевка — село в Дивеевском районе Нижегородской области, входит в состав Дивеевского сельсовета, на 2010 год население составляло 156 человек. Расположено в 5 км севернее города Саров, в долине реки Вичкинза, в 3 км южнее райцентра Дивеево, высота над уровнем моря 145 м. В селе действует предприятие по производству минеральной воды ООО АЙСБЕРГ, православная церковь в честь преподобного Серафима Саровского.